# Galant, tu perds ton temps
Galant, tu perds ton temps est un quintette de musique traditionnelle québécoise chantée a cappella, actif depuis 2003.

## Historique
Fondé en 2003, le groupe tire son nom d'un vers récurrent dans plusieurs chansons traditionnelles québécoises. Le groupe est formé de cinq chanteuses et est régulièrement accompagné par le percussionniste Jean-François Berthiaume (bodhrán, podorythmie).
Le quintette publie ses deux premiers albums, Fais-toi pas d'illusions (2004) et le CD double Galant, tu perds ton temps II (2009), après lesquels Patricia Beausoleil cède sa place à Isabelle Payette. S'ensuit alors l'album Soyez heureux (2013).
Alors que ses trois premiers albums sont le fruit de recherches aux Archives de folklore et d'ethnologie de l'Université Laval et dans divers cahiers de chansons, le groupe se charge de reprendre diverses chansons à protagonistes féminins ayant été endisquées par des hommes depuis les années 1970 pour leur disque Nous irons danser (2016).

## Formation

### Membres
Galant, tu perds ton temps est composé de :
- Evelyne Gélinas (voix)
- Josianne Hébert (voix, arrangements)
- Mia Lacroix (voix)
- Jacinthe Dubé (voix)
- Isabelle Payette (voix)

Le groupe est également fréquemment accompagné de :
- Jean-François Berthiaume (podorythmie, bodhrán, gigue, cloche, tambourine, valise[4])

### Anciens membres
- Patricia Beausoleil (voix)

## Distinctions
- Gala de l'ADISQ 2010, prix Félix, Album de l'année - traditionnel (Galant tu perds ton temps II)[5]
- Gala de l'ADISQ 2010, prix Félix, Révélation de l'année[5]
- Gala de l'ADISQ 2010, prix Félix, Spectacle de l'année[5]
- Gala de l'ADISQ 2013, prix Félix, Album de l'année - traditionnel (Soyez heureux)[6]
- Gala de l'ADISQ 2017, prix Félix, Album de l'année - traditionnel (Nous irons danser)[7]